# Muhutwe
Muhutwe ist ein Bezirk (Ward) des Distriktes Muleba in der tansanischen Region Kagera.

## Geografie
Muhutwe liegt im Nordwesten von Tansania, westlich des Victoriasees, rund 60 Kilometer südlich der Grenze zu Uganda und 100 Kilometer östlich von Ruanda. Der Bezirk hat eine Größe von 63,7 Quadratkilometern und 12.073 Einwohner (Volkszählung 2022).

## Gliederung
Der Bezirk besteht aus 4 Gemeinden (Mtaa) mit 19 Orten (Kitongoji):
| Bisore - Eibanga - Kishenge - Mushonde - Nyamuhanga | Kangantebe - Irundu - Kagondo/Ihuma - Nyakalalo/Bukonzi - Kasherero/Kalele | Bukoki - Kagondo/Mweruka - Kigaze - Nshambya - Kibumba/Nyabushozi - Kyegolomola/Kibonangoma | Nyakashenye - Bitenge - Mweruka - Lukono - Nyakashenye - Nyamyoga - Nyawaiza |

## Infrastruktur
- Verkehr: Muhutwe liegt an der asphaltierten Nationalstraße von Bukoba im Norden entlang des Victoriasees nach Biharamulo.[6]
- Bildung: Die 2009 eröffnete Nyailigamba Secondary School ist eine öffentliche Schule mit Heimbetrieb.[7]
- Gesundheit: Das St. Joseph Hospital in Kagondo ist ein gemeinnütziges Krankenhaus und ein Zentrum für die Behandlung von Traumata und orthopädischen Erkrankungen.[8]